# Pluralistička škola
Pluralistička škola je bila grčka predsokratovska filozofska škola koja je uključivala više načela u ontološkom tumačenju pojavnosti. Pluralisti su odbacivali ideju da se raznolikost prirode može svesti na samo jedno načelo. Pripadnici ove škole su Empedoklo i Anaksagora.
Empedoklo je naučavao da su elementi sami po sebi inertni (nepokretni) ali da se mogu pokrenuti pomoću vanjskih sila (ljubav, mržnja i slično). Slično, Anaksagora kaže su homeomerije nepokretne ali da ih može pokrenuti svjetski um.